# 魏施利茨
魏施利茨（德語：Weischlitz）是德国萨克森州的市镇，隶属于福格特兰县。总面积为121.63平方千米，截至2023年12月31日总人口为5,658人。